# 松本眞 (政治家)
松本 眞（まつもと しん、1979年〈昭和54年〉9月21日 - ）は、日本の官僚、政治家。兵庫県尼崎市長（1期）。

## 来歴
静岡県静岡市生まれ。2003年3月、東京学芸大学教育学部卒業。2005年3月、東京学芸大学大学院教育学研究科修士課程修了。同年4月、文部科学省入省。2013年7月、内閣官房出向。2015年10月、文部科学省生涯学習政策局情報教育課課長補佐。2018年4月、稲村和美市長の元で尼崎市教育長に就任する。2021年4月、文部科学省総合教育政策局教育DX推進室室長補佐。

### 2022年尼崎市長選挙
2022年7月15日、文部科学省を退職し、同21日に開いた記者会見で、稲村から後継指名を受けたとして同年11月20日投開票の尼崎市長選挙に立候補することを表明。市長選挙の結果、日本維新の会公認候補の新人・大原隼人との一騎打ちを制し初当選を果たした。
市長選で松本は、尼崎市教育委員会教育長としての経験と実績をもとに子育て支援の充実を訴え、18歳までの医療費無償化や待機児童ゼロなどを公約に掲げ、自主的に支援した自民党・立憲民主党支持層だけでなく自主投票とした公明党支持層や無党派層にも浸透。また尼崎を「住みたい、働きたいまちに」として、街のイメージアップや市内の住環境整備も訴えた。一方の大原陣営は日本維新の会の共同代表で知名度の高い吉村洋文大阪府知事を選挙戦の初日に投入し無党派層などの浸透を狙う「空中戦」を仕掛け、大阪の地方議員をはじめ、各地から国会議員の秘書も応援に動員し、党全体で選挙にのぞんだ。大原は維新が首長ポストを握る大阪府市と連携をアピールし、大阪万博の会場（夢洲）と尼崎をロープウェイで結ぶ構想なども披露したが、2代続けて「市民派」の市長が行財政改革を進めた尼崎での現市政の後継候補に対し攻めあぐね、無党派層の支持は3割に及ばず伸び悩んだ。
※当日有権者数：380,992人 最終投票率：32.77%（前回比：-8.06pts）
| 候補者名 | 年齢 | 所属党派     | 新旧別 | 得票数   | 得票率 | 推薦・支持 |
| -------- | ---- | ------------ | ------ | -------- | ------ | ---------- |
| 松本眞   | 43   | 無所属       | 新     | 75,253票 | 60.98% |            |
| 大原隼人 | 44   | 日本維新の会 | 新     | 48,144票 | 39.02% |            |

## 人物
- 小学生時代は野球と昆虫が好きで、中学・高校・大学では陸上部に所属[1]。
- 文部科学省に勤務する妻と息子3人の5人家族[1]。文部科学省在職中の2016年1月から3月まで育児休暇を取得[1]。自身の公式ウェブサイトでは3人の息子の子育てにも積極参加し、朝食作りや学校給食がない日の子どもの弁当作りを担当していると「イクメン」をアピールしている[1]。